# Пальчево (Поморське воєводство)
Пальчево (пол. Palczewo, нім. Palschau) — село в Польщі, у гміні Осташево Новодворського повіту Поморського воєводства.
Населення — 269 осіб (2011).
У 1975-1998 роках село належало до Ельблонзького воєводства.

## Демографія
Демографічна структура станом на 31 березня 2011 року:
|          | Загалом | Допрацездатний вік | Працездатний вік | Постпрацездатний вік |
| -------- | ------- | ------------------ | ---------------- | -------------------- |
| Чоловіки | 126     | 29                 | 86               | 11                   |
| Жінки    | 143     | 38                 | 80               | 25                   |
| Разом    | 269     | 67                 | 166              | 36                   |